# فرودگاه الناک
فرودگاه الناک (به انگلیسی: Elenak Airport) یک فرودگاه همگانی با کد یاتا EAL است. این فرودگاه در شهر Elenak, کواجالین، جزایر مارشال کشور جزایر مارشال قرار دارد.

## شرکت‌های هواپیمایی و مقصدهای پروازی
| شرکت‌های هواپیمایی        | مقصدهای پروازی                                             |
| ------------------------ | ---------------------------------------------------------- |
| ال‌ای‌ام موزامبیک ایرلاینز | آب‌سنگ بیکینی، صحرایی ارتشی بوچولز، اس جزیره مارشال، رانجلپ |